# Осейка (Челябинская область)
Осейка — упразднённый посёлок в Пластовском районе Челябинской области России. На момент упразднения входил в Пластовское городское поселение. Исключён из учётных данных в 1995 году.

## География
Располагался в истоке реки Осейка, в 4 км к югу от центра района города Пласта.

## История
До 1916 года входил в состав Кочкарской волости Троицкого уезда Оренбургской губернии. По данным на 1926 год хутор Осейка состоял из 23 хозяйств. В административном отношении входил в состав Новотроицкого сельсовета Кочкарского района Троицкого округа Уральской области.
По данным на 1970 - 1983 годы находился в подчинении Пластовского городского совета.
Исключён из учётных данных Постановлением Челябинской облдумы от 21.12.1995 года № 307.

## Население
| 1926 | 1970 | 1977 | 1983 |
| ---- | ---- | ---- | ---- |
| 105  | ↘96  | ↘22  | ↘4   |

По данным переписи 1926 года на хуторе проживали: русские (90% населения) и украинцы (6%).